# Terminal di Sangachal
Il terminale Sangachal è un grande complesso industriale che consiste in un punto di raccolta, elaborazione, stoccaggio ed esportazione di gas dal giacimento di Shahdeniz e olio di Azeri-Chirag-Guneshli. Il complesso è situato sulle rive del Mar Caspio, in Azerbaigian, 45 km a sud di Baku, nell'insediamento Sangachal del distretto di Karadag. La superficie totale del terminal è di circa 600 ettari.

## Descrizione
La costruzione del terminal è iniziata nel 1996 ed è stata messa in esercizio nel 1997. Dopo 2 anni, il terminal è stato ampliato e qui è stata costruita una stazione di gas. Il terminale è composto da due parti principali.

### Il primo progetto petrolifero (EOP - Early Oil Project)
Questa parte del terminal è stata costruita e messa in esercizio per l'elaborazione, lo stoccaggio e l'esportazione di petrolio dai giacimenti offshore Azeri-Chirag-Gunashli. Ci sono 4 serbatoi per la conservazione del petrolio greggio - ognuno dei quali consente lo stoccaggio di 25.500 barili di petrolio. Il terminal elabora, immagazzina ed esporta oltre 6 milioni di tonnellate di petrolio grezzo all'anno.

### Il programma di espansione del terminale Sangachal (STEP - the Sangachal Terminal Expansion Program)
La seconda parte del terminal è stata costruita nell'ambito di un progetto di espansione e prevede il ricevimento, l'elaborazione, lo stoccaggio e l'esportazione di gas dal giacimento di Shahdeniz, scoperto nel 1999, nonché il petrolio proveniente dai giacimenti di acque profonde del giacimento ACG. Ci sono 3 serbatoi di stoccaggio per il petrolio greggio, ciascuno con una capacità di 880.000 barili.

### Progetto Shah Deniz 2
Il contratto per lo sviluppo del campo di Shah Deniz è stato firmato nel 1997. Nel 17 dicembre 2013, è stato firmato un accordo per iniziare la seconda fase dello sviluppo del campo. A novembre 2017 è stato annunciato che il progetto era stato completato quasi del 98%. La produzione di gas nell'ambito di questo progetto è prevista per il 2018. Il costo di questo progetto è stimato in 23,9 miliardi di dollari, il volume annuale previsto è di 16 miliardi di metri cubi, che saranno inviati in Europa (10 miliardi) e in Turchia (6 miliardi). Le forniture in Turchia dovrebbero iniziare nel giugno 2018 e in Europa nel 2020.
Il progetto prevede la costruzione di 2 piattaforme, lo sviluppo di 26 pozzi, la costruzione di condotte sottomarine con una lunghezza di 500 km e 4000 km di condotte per l'esportazione di gas verso l'Europa.
All'inizio del 2018 si è notato che la prima produzione di gas è prevista per l'autunno di quest'anno, si prevede che a settembre e nel 2019 saranno prodotti 2 miliardi di metri cubi di gas, che saranno forniti in Turchia.

## Caratteristiche tecniche
La capacità giornaliera dei sistemi di elaborazione del terminal è di 1,2 milioni di barili di petrolio e circa 29,5 milioni di metri cubi di gas. La capacità totale di trasformazione ed esportazione di gas al giorno è di circa 49,3 milioni di metri cubi. Il gas viene esportato attraverso il gasdotto del Caucaso Meridionale (SCP) e attraverso i gasdotti SOCAR, che collegano i gasdotti del terminale al sistema di rete nazionale di Azerigas, e il petrolio viene consegnato ai mercati mondiali attraverso l'oleodotto Baku-Tbilisi-Ceyhan.
Il terminal Sangachal riceve anche petrolio dal Kazakistan e dal Turkmenistan.
Operatore del terminal e di tutti progetti è la società BP-Azerbaigian.